# アイ アム ブルース・リー
『アイ アム ブルース・リー』（原題：I Am Bruce Lee）は2012年公開のアメリカのドキュメンタリー映画。

## 概要
1973年に死去したブルース・リーの生涯を出演作品やインタビュー映像などと共に、関係者やリーの著名人ファンへの取材を交え構成されるドキュメンタリー映画である。
2012年にアメリカのテレビ局Spike TVで放送され、開局史上最高の視聴者数を記録し同年に映画化された。日本では2013年6月22日にアンプラグド配給により新宿武蔵野館、シネマート心斎橋限定で劇場公開され、同年10月25日にバンダイビジュアルによりDVDが発売された。
リーの娘であるシャノン・リーが製作総指揮として参加し、妻のリンダ・リー・キャドウェルも取材に答える立場として出演している。

## 出演
- ブルース・リー（アーカイブ出演）
- コービー・ブライアント
- ミッキー・ローク
- ダナ・ホワイト
- マニー・パッキャオ
- ジョン・ジョーンズ
- タブー
- レジナルド・ハドリン
- エド・オニール
- ダイアナ・リー・イノサント
- ダン・イノサント
- リンダ・リー・キャドウェル
- シャノン・リー
- リチャード・バステロ
- ジーナ・カラーノ
- レイ・マンシーニ
- ポール・ロドリゲスほか

## スタッフ
- 監督：ピート・マコーマック
- 製作：デリク・マーレイ
- 製作総指揮：シャノン・リー
- 音楽：ショーン・トザー
- 撮影：イアン・ケアー
- 編集：トニー・ケント